# 林節
林 節（はやし たかし　1918年 - 1944年7月29日）は、日本の元アマチュア野球選手、マネージャー。香川県出身。

## 来歴・人物
高松中学（現・香川県立高松高等学校）から1938年に早稲田大学に入学。大学野球の試合の出場機会はなかったが、チーフマネージャーとして裏方からチームを支えた。
早大卒業後応召され中国へ従軍。1944年7月29日に、北支新郷にて戦死した。享年26。
東京ドーム内の野球殿堂博物館にある戦没野球人モニュメントに、彼の名が刻まれている。
早稲田大学野球部のチームマネージャーとして、当時2年生で肩を故障した相田暢一にマネージャーへ転進して野球に関わり続けるように説得、相田が裏方として活躍するきっかけとなった。